# Clemons
Clemons és una població dels Estats Units a l'estat d'Iowa. Segons el cens del 2000 tenia 148 habitants.

## Demografia
Segons el cens del 2000, Clemons tenia 148 habitants, 61 habitatges, i 43 famílies. La densitat de població era de 211,6 habitants per km².
Dels 61 habitatges en un 26,2% hi vivien nens de menys de 18 anys, en un 52,5% hi vivien parelles casades, en un 14,8% dones solteres, i en un 29,5% no eren unitats familiars. En el 21,3% dels habitatges hi vivien persones soles l'11,5% de les quals corresponia a persones de 65 anys o més que vivien soles. El nombre mitjà de persones vivint en cada habitatge era de 2,43 i el nombre mitjà de persones que vivien en cada família era de 2,84.
Per edats la població es repartia de la següent manera: un 23,6% tenia menys de 18 anys, un 8,1% entre 18 i 24, un 33,1% entre 25 i 44, un 23,6% de 45 a 60 i un 11,5% 65 anys o més.
L'edat mediana era de 36 anys. Per cada 100 dones de 18 o més anys hi havia 98,2 homes.
La renda mediana per habitatge era de 46.964 $ i la renda mediana per família de 45.625 $. Els homes tenien una renda mediana de 32.500 $ mentre que les dones 27.188 $. La renda per capita de la població era de 18.517 $. Cap de les famílies i el 4,2% de la població estaven per davall del llindar de pobresa.

## Poblacions més properes
El següent diagrama mostra les poblacions més properes.